# Anne Ottenbrite
Anne Ottenbrite-Muylaert (* 12. Mai 1966 in Bowmanville) ist eine ehemalige kanadische Schwimmerin. Bei den Olympischen Spielen 1984 in Los Angeles konnte sie einen kompletten Medaillensatz gewinnen. Über 200 Meter Brust wurde sie Olympiasiegerin, über 100 Meter Brust konnte sie die Silbermedaille gewinnen und mit der kanadischen 4-mal-100-Meter-Lagenstaffel gewann sie die Bronzemedaille.

## Karriere
Anne Ottenbrite lernte im Alter von drei Jahren Schwimmen. Mit 12 Jahren schloss sie sich dem Oshawa Aquatic Club an, mit 15 Jahren wechselte sie zum  Ajax Aquatic Club. Ende 1981 gehörte sie bereits zu den besten Brustschwimmerinnen der Welt.
Bei den Schwimmweltmeisterschaften 1982 in Guayaquil gewann über 200 Meter Brust die sowjetische Schwimmerin Swetlana Warganowa vor Ute Geweniger aus der DDR, dahinter erschwamm Ottenbrite die Bronzemedaille. Im Wettbewerb über 100 Meter Brust siegte Geweniger vor Ottenbrite und Kim Rhodenbaugh aus den Vereinigten Staaten. Zwei Monate nach den Weltmeisterschaften fanden in Brisbane die Commonwealth Games 1982 statt. Sie belegte über 100 Meter Brust den zweiten Platz hinter ihrer Landsfrau Kathy Bald mit einer Zehntelsekunde Rückstand. Über 200 Meter Brust hatte Ottenbrite im Ziel vier Sekunden Vorsprung auf Bald. Die kanadische Lagenstaffel gewann in der Besetzung Cheryl Gibson, Anne Ottenbrite, Maureen New und Michelle MacPherson vor den Engländerinnen.
Der Saisonhöhepunkt 1983 waren die Panamerikanischen Spiele 1983 in Caracas. Über 200 Meter Brust wurde sie wegen eines irregulären Fußschlags disqualifiziert und Kathy Bald erhielt die Goldmedaille. Über 100 Meter Brust gewann Ottenbrite den Titel vor Kathy Bald. Die kanadische Staffel mit Barbara McBain, Ottenbrite, MacPherson und Jane Kerr belegte den zweiten Platz hinter der Staffel aus den Vereinigten Staaten.
Bis 1984 hatte Kanada einen einzigen Olympiasieger im Schwimmen gestellt, nämlich George Hodgson im Jahr 1912. Bei den olympischen Schwimmwettbewerben 1984 gewannen mit Alex Baumann, Victor Davis und Anne Ottenbrite gleich drei kanadische Schwimmer Gold. Anne Ottenbrite gewann zunächst über 200 Meter Brust Gold mit fast einer Sekunde Vorsprung auf Susan Rapp aus den Vereinigten Staaten. Über 100 Meter Brust hatte die Niederländerin Petra van Staveren ihrerseits fast eine Sekunde Vorsprung auf Ottenbrite. Die kanadische Staffel mit Reema Abdo, Ottenbrite, MacPherson und Pamela Rai erkämpfte die Bronzemedaille hinter der US-Staffel und den Schwimmerinnen aus der Bundesrepublik Deutschland. Erst 2016 gewann mit Penny Oleksiak eine zweite Kanadierin olympisches Gold im Schwimmen.
Anne Ottenbrite erschwamm insgesamt fünf kanadische Meistertitel, drei auf der 25-Meer-Bahn und zwei auf der 50-Meter-Bahn. Von 1984 bis 1987 studierte sie an der University of Southern California und wechselte dann an die Wilfrid Laurier University in Ontario, wo sie 1990 graduierte. Sie arbeitete dann als Trainerin.
Im Olympiajahr 1984 wurde Anne Ottenbrite mit der Aufnahme in den Order of Canada geehrt. Seit 1985 ist sie Mitglied der Canadian Olympic Hall of Fame. 1994 kam die Mitgliedschaft in der Hall of Fame des kanadischen Sports hinzu. Im Jahr 1999 wurde sie in die International Swimming Hall of Fame (ISHOF) aufgenommen.